# Rodenberg
Rodenberg è una città di 6.216 abitanti della Bassa Sassonia, in Germania.
Appartiene al circondario della Schaumburg ed è parte della Samtgemeinde Rodenberg.